# Rohana
A Rohana a rovarok (Insecta) osztályának a lepkék (Lepidoptera) rendjéhez, ezen belül a tarkalepkefélék (Nymphalidae) családjához tartozó Apaturinae alcsalád egyik neme.

## Rendszerezés
A nembe az alábbi 7 faj tartozik:
- Rohana macar
- Rohana nakula
- Rohana parisatis
- Rohana parvata
- Rohana rhea
- Rohana ruficincta
- Rohana tonkiniana